# I'll Get By
I'll Get By (bra De Corpo e Alma) é um filme estadunidense de 1950, do gênero comédia romântico-musical, dirigido por Richard Sale, coautor do roteiro com Mary Loos.